# Кондінське (смт)
Ко́ндінське (рос. Кондинское) — селище міського типу у складі Кондінського району Ханти-Мансійського автономного округу Тюменської області, Росія. Адміністративний центр Кондінського міського поселення.
Населення — 3616 осіб (2010, 4086 у 2002).
Стара назва — Нахрачі. До 26 січня 1995 року селище було центром Кондінського району.